# 메리 스크랜튼
메리 "플레처 벤튼" 스크랜튼(영어: Mary Fletcher Benton Scranton, 1832년 11월 9일 ~ 1909년 10월 8일)은 미국의 교육자이자 개신교 감리교회 선교사이다. 한국어로는 시란돈(施蘭敦)이라는 이름을 썼다. 이화여자대학교와 이화여자고등학교의 전신인 이화학당과 수원시 위치한 매향여자정보고등학교의 전신인 삼일소학당을 창립하였다. 갑신정변 이후 북아메리카 감리교회에서 파견된 5인의 여자 선교사 중 한 사람으로 한국 최초의 여성 교육기관인 이화학당을 설립하여 한국 여성 교육의 시초가 된 인물이라 평가받는다.
그녀의 아들인 윌리엄 스크랜튼 또한 1884년 예일 대학교를 졸업하고 의학박사 학위를 받은 뒤 한국의 첫 번째 감리교 선교사로 활동하며 한국의 교육을 위해 활동한 바 있다.

## 생애

### 미국에서의 생애
미국 매사추세츠주 태생으로 당시 마차를 생산하던 지역 벨처타운에서 목사 집안의 딸로 태어났다.
아버지와 어머니 모두 목사였으며, 스크랜튼은 12세 때 기독교에 입교했다. 그녀는 공립 학교를 졸업하고 코네티컷주에 있는 노리치 여학교에 입학했다.
1853년 제철업자인 윌리엄 스크랜튼과 결혼하여 아들 윌리엄 벤튼 스크랜튼을 낳았고, 1872년 남편과 사별하기 전까지 코네티컷에서 거주했다. 그녀는 남편의 사망 이후 아들 윌리엄 스크랜튼을 따라 오하이오에 정착했으며,
그곳의 교회를 통해 여성해외선교사회(Woman’s Foreign Missionary Society, WFMS)에 가입하여 해외 선교 활동을 시작하게 되었다.
1869년 설립된 여성해외선교사회는 매사추세츠에 위치한 도시인 보스턴의 트레몬트가를 중심으로 여성 선교사를 모집하고 있었다.
이 선교사회는 남성 중심의 선교활동에서 벗어나
9가지 교파를 아우르는 수천 명의 후원자를 가진 단체로 성장하여 당시 미국에서 가장 큰 여성선교단체가 되었다.
이는 19세기 초반 매사추세츠를 중심으로 확산된 여성선교 운동이 남북전쟁을 계기로 12개의 여성선교단체가 기존의 미국 내에서만 이뤄졌던 지역적 한계를 극복하기 위해 복음 운동을 국제적으로 확대한 데에 따른 것이었다.

### 한국 선교사 임명
1884년 아들 윌리엄 스크랜튼이 예일 대학교를 졸업, 의학박사 학위를 받고 한국에서 활동하기 시작하면서 윌리엄은 한국의 첫 번째 감리교 선교사가 되었다. 스크랜튼은 아이들이나 학생들과 가까이 지냈고, 그녀는 아들의 활동에 힘쓰기로 결심했던 것으로 보인다. 이후 여성해외선교사회는 메리 스크랜튼이 한국에서 이 선교사회의 일원으로 활동하는 것을 권하는 의견을 나타내기도 했으나, 그녀는 이 요청에 대해 "제 아들의 요청도 저에게는 또한 하나의 요청입니다."(The call of my son ... was a call to me also.)라고 답신했다.
하지만 여성해외선교사회의 대다수는 메리 스크랜튼의 가족관계와 나이 때문에 그녀를 한국에 적합한 여성선교 활동의 인물로 보지 않았다. 그녀는 남편을 잃은 과부였고, 이것이 해외 선교활동에 있어 20대에서 30대의 미혼의 여성보다 매력적이지 않다고 생각하여 선교사회는 좀 더 젊은 여성을 대표자로 보내는 것이 적합하다고 보았다. 하지만 여성해외선교사회 규정에는 충분한 지적 소양을 갖출 것과 그리스도인의 책임을 맡기에 충분한 능력을 갖출 것을 명시하고 있었으며 그녀는 선교사회에 자신의 계획을 설명했다. 스크랜튼은 그녀가 이전 해왔던 사회 활동들은 그리스도교인으로서의 유능함을 보여주는 예이며, 비록 예상치 못하게 해외선교를 하게 되었을지라도 그녀는 한국에서의 활동에 자신감을 갖고 있다고 밝혔다.

### 한국에서의 활동
한국에 대한 애정이 각별해 한국에 도착하기도 전에 "일본에서의 생활은 즐거우며 선교사들의 생활 조건도 훌륭하나 나는 내 민족(한국인)에게 가서 그들 속에서 살고 싶다"라고 하기도 하였다. 1886년 메리 스크랜튼은 이화여자대학교의 전신인 이화학당을 세웠으나 학생을 구할 수 없어서 어려움을 겪었다. 당시 한국 여성들의 대부분은 집안일을 배우며 교육의 기회를 박탈당하거나, 하층민의 딸인 경우 매매의 대상이 되었기 때문이다. 또 남녀내외법도 스크랜튼의 큰 고민거리였다. 설교하거나 가르치는 사람은 대부분 남성이었는데 이들은 여학생들과는 얼굴을 맞댈 수 없었다. 이화학당에서 남자 선생이 있다는 소문을 들은 부모들이 딸을 교육시키지 않겠다고 항의함에 따라 스크랜튼은 교사와 학생들 사이에 휘장을 치고 서로 그 모습을 바라보지 않게 하는 방법을 이용하였다.
그 후 1905년 내한한 프레이에게 학교 일을 맡기고 계속 이화학당의 일을 도우며 삼일소학당, 공옥여학교, 매일여학교를 세웠으며, 또 진명, 숙명, 중앙여학교들의 설립을 도우고 동대문, 상동, 애오개 병원과 교회를 도왔다. 그리고 수원, 여주, 이천, 천안, 홍성 등에서 선교와 교육활동을 하다가 1909년 10월 8일 한국에서 세상을 떠났다. 스크랜튼은 유언에 따라 한국에 묻혔는데 그녀의 묘지는 양화진 선교사 묘지에 위치해 있다.

## 참고 자료
- Kwon, Andrea (2017년 4월 11일). “The Legacy of Mary Scranton”. 《International Bulletin of Mission Research》 (영어) (SAGE Publisher ltd) 42 (2).

## 같이 보기
- 조세핀 필 캠벨
- 이화여자대학교
- 이화여자고등학교
- 매향여자정보고등학교
- 배재학당
- 배화학당
- 근화학당

| 전임 (신설) | 제1대 이화여자대학교 총장 1886년 5월 ~ 1890년 5월 | 후임 루이자 C. 로드와일러 |